# Dinitrato de glicol
O Dinitrato de Etilenoglicol ou dinitroglicol tem sigla EGDN do inglês ("Ethylene Glycol DiNitrate"), também é conhecido como nitroglicol.
É um líquido oleoso, incolor ou levemente amarelado , obtido pela nitração do etileno glicol. É usado como explosivo em dinamites, um substituto para o Trinitrato de glicerol (nitroglicerina) em países de clima frio.
O dinitrato de etilenoglicol apresenta grande capacidade explosiva, mais poderoso que a nitroglicerina, velocidade de detonação medida de 8266 m/s e fator de relativa eficácia de 1,66. No teste do bloco de chumbo Trauzl, um teste para medir a força da explosão em condições de confinamento, o EGDN detém o melhor valor já obtido no teste até o momento 650cm³, tem um pouco mais de duas vezes da força da explosão do TNT em condições de confinamento.